# Michael Brandsegg-Nygård
Michael Brandsegg-Nygård (né le 5 octobre 2005 à Oslo en Norvège) est un joueur professionnel norvégien de hockey sur glace. Il évolue au poste d'attaquant.

## Biographie

### Carrière en club
Formé au Vålerenga ishockey, Brandsegg-Nygård commence sa carrière sénior avec l'équipe première en 2021-2022 dans l'EliteHockey Ligaen. La saison suivante, il rejoint la Suède et le Mora IK avec qui il joue ses premiers matchs en HockeyAllsvenskan. En 2024, il signe au Skellefteå AIK dans la SHL. Il est choisi au 1er tour, en 15e position par les Red Wings de Détroit lors du repêchage d'entrée dans la LNH 2024.

### Carrière internationale
Il représente la Norvège au niveau international. Il prend part aux sélections jeunes.

## Statistiques

### En club
| Saison    | Équipe                   | Ligue              |    | Saison régulière | Saison régulière | Saison régulière | Saison régulière | Saison régulière |   | Séries éliminatoires | Séries éliminatoires | Séries éliminatoires | Séries éliminatoires | Séries éliminatoires |
| Saison    | Équipe                   | Ligue              | PJ | B                | A                | Pts              | Pun              | PJ               | B | A                    | Pts                  | Pun                  |                      |                      |
| 2021-2022 | Vålerenga ishockey       | EliteHockey Ligaen | 8  | 0                | 0                | 0                | 0                | 1                | 0 | 0                    | 0                    | 0                    |                      |                      |
| 2022-2023 | Mora IK                  | HockeyAllsvenskan  | 11 | 1                | 2                | 3                | 6                | -                | - | -                    | -                    | -                    |                      |                      |
| 2023-2024 | Mora IK                  | HockeyAllsvenskan  | 41 | 8                | 10               | 18               | 19               | 12               | 4 | 6                    | 10                   | 8                    |                      |                      |
| 2024-2025 | Skellefteå AIK           | SHL                | 42 | 5                | 6                | 11               | 51               | 11               | 4 | 2                    | 6                    | 12                   |                      |                      |
| 2024-2025 | Griffins de Grand Rapids | LAH                | 2  | 0                | 0                | 0                | 2                | 3                | 2 | 1                    | 3                    | 4                    |                      |                      |